# 스티븐 맥매너스
스티븐 맥매너스(Stephen McManus, 1982년 9월 10일 ~ )는 스코틀랜드의 전 축구 선수로, 현역 시절 포지션은 수비수였다.